# Joan Brotat i Vilanova
Joan Brotat i Vilanova (Barcelona, 1920-1990) fou un pintor i gravador de l'escena barcelonina dels anys 50, proper a l'estètica naïf.

## Biografia
Joan Brotat va néixer a Barcelona, fill d'una família d'artesans sabaters del barri de Santa Caterina de Barcelona, el qual a l'època era una zona d'artesans i treballadors modestos. Brotat va estudiar a l'Escola d'Arts i Oficis de l'Ateneu Obrer de Barcelona i feu alguns cursos a l'Acadèmia Martínez Altés i al Foment de les Arts Decoratives (FAD).
Un dels episodis que marcarien significativament la seva vida vida, fou la participació en la batalla de l'Ebre, en l'anomenada Lleva del Biberó servint com a portalliteres. Després, va passar una temporada al camp de concentració de Cervera. D'aquesta època se'n conserven unes cartes a la seva família, en les quals aprofitava l'interior dels sobres per fer-hi alguns dibuixets: masies, bodegons i altres figures. La seva primera exposició es va celebrar per iniciativa d'Àngel Marsà, que el va convidar a participar el 1950 en el seu Cicle d'Art Experimental. A partir de llavors, la seva obra va poder veure's amb freqüència els mesos de maig i octubre, a Barcelona.
Malgrat aquests esdeveniments personals i l'ambient de manca de llibertats, el clima de grisor i pobresa que vivia Espanya, i que marcarà el desenvolupament i l'esperit de l'art d'avantguarda, Brotat respon amb un art d'aire innocent i ple de color; creant un món personal, tendre i serè, poblat per personatges, treballadors i modestos, vinculats amb la natura i el treball manual.

## Obra
Les seves pintures inicials mostren representacions senzilles del dia a dia. Va adaptar el punt de vista dels antics pintors romànics i modernistes a la narració de la vida dels seus contemporanis, aportant una ingenuïtat aparent a les seves composicions que va tenir un notable èxit, amb un estil conegut com a primitivisme.
Amb els anys aquesta senzillesa va evolucionar en una pintura molt més fosca i complexa, deixant-se influir per corrents com l'informalisme, el collage i l'art gestual per arribar als últims anys a una pintura molt més serena. Ha estat definit com «un gran expressionista tranquil». Els seus dibuixos i pintures harmonitzen amb l'estètica irracional dels seus contemporanis, aglutinats al voltant del grup Dau al Set, malgrat la seva aparent ingenuïtat.
Una notable col·lecció de matrius calcogràfiques de Joan Brotat es conserven a la Biblioteca de Catalunya, procedents de la col·lecció de J.L. Drucker. La seva obra no és gaire present als museus sinó que forma part de diverses col·leccions privades, entre les quals destacava la de Vincent Price. Tot i així, el Museu Abelló, de Mollet del Vallès, té un conjunt de 9 obres, entre les quals hi ha, "Sense títol,1953"., i que forma part de la col·lecció permanent del museu .
Brotat és un bon representant del primitivisme figuratiu característic de l'art de postguerra a Catalunya. Tal com veiem en l'obra, el pintor queda fortament influït per la pintura romànica - per exemple, en els ulls dels personatges, o en la frontalitat i hieratisme de les figures. Aquest estil artístic medieval li permet reivindicar una tradició pictòrica autòctona alhora que connecta amb els moviments d'avantguarda que tanta força començaven a tenir en l'art català de l'època. Tanmateix, Brotat i els primitivistes catalans, queden fascinats pel paisatge castellà, on justament hi troben aquest món primitivista i arcaic que tant els influirà.

## Premis i reconeixement
- 1961: Gran premi de pintura de la Biennal d'Alexandria.[3]

## Exposicions rellevants
- 2010: Joan Brotat. La lluita per la innocència, 1946-1966 Palau Moja de Barcelona[4] Posteriorment exposada al Museu Abelló de Mollet del Vallès, al Museu de Valls i a la Universitat de Jaén.